# Опякин, Павел Прокофьевич
Павел Прокофьевич Опякин (13 ноября 1898, д. Клестовская, Вологодская губерния, Российская империя — 19 июля 1966, Москва, СССР) — советский военачальник, генерал-майор (13.09.1944).

## Биография
Родился 13 ноября 1898 года в деревне Клестовская, ныне несуществующая деревня располагавшаяся в границах современного Пермогорского сельского поселения Красноборского района Архангельской области. Русский.

### Военная служба

#### Первая мировая война и революция
19 мая 1917 года был призван на военную службу и направлен в 85-й запасной полк в Москве. Через два месяца с маршевым батальоном направлен на Западный фронт, где воевал под Барановичами в составе штурмового батальона 4-го гренадерского Несвижского генерал-фельдмаршала князя Барклая-де-Толли полка 1-й Гренадерской дивизии. С 26 февраля 1918 года демобилизован.

#### Гражданская война
1 ноября 1918 года Сольвычегодским уездным военкоматом мобилизован в РККА и зачислен красноармейцем в Сольвычегодскую караульную роту. В декабре добровольно убыл на Северный фронт, где воевал в составе 160-го стрелкового полка. Участвовал в боях против белогвардейских войск Временного правительства Северной области генерал-лейтенанта Е. К. Миллера в районе города Пинега. С октября 1919 года вновь служил в Сольвычегодской караульной роте. В феврале 1920 года направлен на учёбу в город Вологда, затем на 11-е Екатеринодарские пехотные командные курсы комсостава. После их окончания в декабре направлен в распоряжение штаба Юго-Западного фронта, а оттуда назначен в 51-ю Перекопскую стрелковую дивизию на должность командира взвода 457-го стрелкового полка 153-й бригады. В её составе участвовал в борьбе с вооруженными формированиями Н. И. Махно в Крыму, с января 1921 года — в ликвидации бандитизма в Одесском уезде.

#### Межвоенные годы
В послевоенный период продолжал служить в этой же дивизии. При реорганизации бригады в 153-й стрелковый полк с июня 1922 года проходил службу в нём отделенным командиром, командиром взвода, пом. командира и врид командира роты. В ноябре 1924 года переведен в 151-й стрелковый полк, где исполнял должности помощника начальника полковой школы и командира роты. С сентября 1926 года по август 1927 года находился на повторных курсах среднего комсостава при Московской пехотной школе им. Ашенбренера, после возвращения в полк проходил службу командиром роты, помощника начальника и начальником полковой школы. Член ВКП(б) с 1928 года. В октябре 1929 года командирован на курсы «Выстрел», окончив их, вернулся в полк на прежнюю должность. В мае 1931 года назначен командиром роты в Киевскую пехотную школу им. Рабочих Красного Замоскворечья, с февраля 1933 года исполнял должность начальника штаба батальона курсантов. С мая 1935 года занимал должность начальника 2-го отделения Могилёв-Ямпольского УРа. С декабря 1937 года командовал батальоном в 19-м стрелковом полку 7-й стрелковой дивизии КВО в городе Нежин, с марта 1939 года назначен помощником командира по строевой части 16-го стрелкового полка 87-й стрелковой дивизии. В сентябре 1939 года майор Опякин назначен командиром 197-го стрелкового полка 99-й стрелковой дивизии, с января 1941 года вступил в должность заместителя командира этой дивизии. Накануне войны она входила в 8-й стрелковый корпус 26-й армии КОВО.

#### Великая Отечественная война
В начале войны дивизия в составе этих же корпуса и армии Юго-Западного фронта участвовала в приграничном сражении в районе города Перемышль. Уже на второй день войны, 23 июня 1941 года, её части совместно с пограничниками решительной контратакой освободили город Перемышль, ранее захваченный противником, и почти неделю удерживали его до получения приказа на отход. Со 2 июля 1941 года полковник Опякин вступил в командование дивизией (сменил выбывшего по ранению полковника Н. И. Дементьева). Её части ещё с 27 июня отходили от Перемышля сначала на Винницу и далее к городу Умань. Командуя дивизией, полковник Опякин проявил себя с положительной стороны. На 13-й день войны дивизия вышла из состава 26-й армии и была подчинена 13-му стрелковому корпусу 12-й армии. С 1 по 6 августа её части вели упорные наступательные и оборонительные бои под городом Умань, в районе Краснополки, Новоархангельск. 5 августа по приказу командира корпуса личный состав дивизии был сведен в один стрелковый полк, а штабы полков и излишествующий гужевой и автотранспорт направлены для ввода в прорыв на участке 6-й армии. 6 августа был получен приказ уничтожить оставшуюся материальную часть и прорываться в юго-западном направлении. На следующий день, при подходе к реке Сенюха, полковник Опякин попал в плен и был отконвоирован в м. Новоархангельск. При переводе в г. Умань утром 11 августа бежал из колонны военнопленных и, переодевшись в гражданскую одежду, пробирался лесами к своим войскам. 19 августа вышел на участок обороны 26-й армии на реке Днепр в районе города Золотоноша. Вначале он был направлен в особый отдел Южного фронта, а 26 августа 1941 года арестован и посажен в Прилукскую тюрьму. 2 сентября самолётом был отправлен в Москву и содержался во внутренней тюрьме при особом отделе НКВД СССР. Затем 12 октября направлен в городе Энгельс, где находился под следствием органов НКВД. Во время нахождения под арестом сотрудничал с органами НКВД, сообщая о высказываниях сокамерников, в частности генерала А. Ионова (который был расстрелян).
19 марта 1942 года без суда освобождён из-под ареста и направлен в распоряжение ГУК НКО. 20 апреля назначен заместителем командира 238-й стрелковой дивизии, преобразованной 29 апреля в 30-ю гвардейскую. С 12 июля полковник Опякин исполнял должность заместителя командира 18-й гвардейской стрелковой дивизии, которая вела боевые действия в составе 49-й армии Западного фронта. С 10 октября 1942 года вступил в командование 194-й стрелковой дивизией. Её части в составе 49-й, затем 5-й и 31-й армий оборонялись в районах городов Гжатск и Ржев. В феврале 1943 года дивизия была передислоцирована в район городе Елец и в составе войск Брянского и Центрального фронтов вела бои на елецком направлении, участвовала в уничтожении Дмитриевской группировки противника. Летом её части в составе 65-й армии Центрального фронта участвовали в Курской битве, Орловской наступательной операции. С августа 1943 года она в составе 48-й армии успешно действовала в битве за Днепр, в Черниговско-Припятской, Гомельско-Речицкой наступательных операциях. За отличия в боях при освобождении города Речица дивизии было присвоено почётное наименование «Речицкая». Всего в ходе этих операций 1943 года 194-я стрелковая дивизия под его командованием прошла с боями около 500 км, форсировала реки Сож, Десна, Березина, освободила более 155 населённых пунктов и уничтожила много живой силы и техники противника. Как отмечал командующий 48-й армией генерал-лейтенант П. Л. Романенко, полковник П. П. Опякин «…показал себя способным руководить частями в бою, а также показал свою настойчивость в выполнении боевых приказов и задач командования». За умелое управление дивизией, проявленные при этом мужество и доблесть он был награждён орденом Кутузова II степени (15.01.1944). Летом 1944 года дивизия в составе той же 48-й армии 1-го Белорусского фронта успешно действовала в Белорусской, Бобруйской и Минской наступательных операциях. В январе-марте 1945 года её части вели боевые действия на 3-м Белорусском фронте и участвовали в Восточно-Прусской наступательной операции, в уничтожении хайльсбергской группировки противника и овладении городами Браунсберг. Форсировав реку Пассарге, они 25 марта 1945 года вышли на берег залива Фриш-Гаф и, переправившись через него, участвовали в ликвидации противника на косе Фриш-Нерунг.
За время войны комдив Опякин был семь раз персонально упомянут в благодарственных в приказах Верховного Главнокомандующего.

#### Послевоенное время
После войны до июля 1946 года генерал-майор Опякин продолжал командовать 194-й стрелковой дивизией (с августа 1945 года — в составе Казанского ВО, затем ПриВО). С переформированием дивизии в 40-ю отдельную стрелковую Речицкую Краснознаменную бригаду в июле 1946 года утвержден её командиром. С декабря она находилась в составе УрВО и дислоцировалась в городе Киров. В апреле 1948 года Опякин был зачислен в распоряжение командующего войсками округа, а в июне назначен начальником военной кафедры Дагестанского сельскохозяйственного института в городе Махачкала. С мая 1951 года по сентябрь 1952 года находился на курсах усовершенствования командиров стрелковых дивизий при Военной академии имени М. В. Фрунзе, затем возглавлял отдел боевой подготовки 6-й армии Северного ВО в городе Мурманск (с 29 ноября 1954 года — помощник командующего армией по боевой подготовке, он же начальник отдела боевой подготовки армии). В апреле 1955 года гвардии генерал-майор Опякин уволен в запас.
Умер 19 июля 1966 года, похоронен на Донском кладбище Москвы.

## Награды
- Два ордена Ленина (21.02.1945[8][9], 06.04.1945[10])
- Четыре ордена Красного Знамени (22.07.1941[11], 03.11.1944[12][9], 31.05.1945[13], 15.11.1950[14][9])
- Орден Суворова II степени (29.06.1945)[15]
- Орден Кутузова II степени[16] — Указом Президиума Верховного Совета СССР «О награждении орденами Суворова, Кутузова и Богдана Хмельницкого генералов и офицерского состава Красной Армии» от 15 января 1944 года[17]
  - Медали в том числе:
  - «За победу над Германией в Великой Отечественной войне 1941—1945 гг.» (1945)
  - «За взятие Кенигсберга» (1945)

Приказы (благодарности) Верховного Главнокомандующего в которых отмечен П. П. Опякин.
- За овладение городом Речица — крупным узлом коммуникаций и важным опорным пунктом обороны немцев на правом берегу среднего течения Днепра. 18 ноября 1943 года. № 43.
- За форсирование реки Шара и овладением городом Слоним — крупным узлом коммуникаций и мощным опорным пунктом обороны немцев на реке Шара. 10 июля 1944 года. № 134.
- За переход в наступление на двух плацдармах на западном берегу реки Нарев, севернее Варшавы, прорыв глубоко эшелонированной обороны противника и овладение сильными опорными пунктами обороны немцев городами Макув, Пултуск, Цеханув, Нове-Място, Насельск. 17 января 1945 года. № 224.
- За овладение штурмом городом Пшасныш (Прасныш), городом и крепостью Модлин (Новогеоргиевск) — важными узлами коммуникаций и опорными пунктами обороны немцев. 18 января 1945 года. № 226.
- За прорыв сильно укрепленной оборону немцев на южной границе Восточной Пруссии, вторглись в её пределы и овладение городами Найденбург, Танненберг, Едвабно и Аллендорф — важными опорными пунктами обороны немцев. 21 января 1945 года. № 239.
- За овладение городом Браунсберг — сильным опорным пунктом обороны немцев на побережье залива Фриш-Гаф. 20 марта 1945 года. № 303.
- За завершение ликвидации окружённой восточно-прусской группы немецких войск юго-западнее Кёнигсберга. 29 марта 1945 года. № 317.

## Память
- В городе Речица Гомельской области Белоруссии[18][19] и сельском населённом пункте Большая Красноборского района, Архангельской области России[20] в честь генерала П. П. Опякина названы улицы.